# 府前路 (臺南市)
府前路為臺灣臺南市東西向主要道路之一。東起東門圓環，西止於五期重劃區內之建平路，全長約2.9公里，臺南市道路編號24。 府前路沿途經過臺南孔廟、臺南市政府、司法博物館（原臺南地方法院）、臺南市美術館2館等古蹟或重要機關。東門圓環至中華西路間路段屬市道182號。

## 沿革
府前路為都市計畫道路中的四等九號道路的一部分，在日治時期即已開闢。四等九號道路包括戰後的新南街、府前路及東門路。府前之名係因戰後臺南市政府設於該道路上的南門尋常小學校校舍（現為建興國中），當時的範圍只有從東門圓環到西門路為止，也就是現在的府前路一段。
1979年五期重劃區開發，遂將南廠保安宮後的新南街拓寬。在下大道居民向時任市長蘇南成抗議無效下，:224獲得保安宮配合自拆後殿，改為府前路二段。

## 行經行政區域
（由東至西）
- 中西區
- 安平區

## 沿途設施
- 一段：
  - 台南市公有零售市場復興市場
  - 凱基銀行東門分行
  - 中國信託商業銀行臺南分行
  - 德化堂
  - 臺灣銀行臺南分行

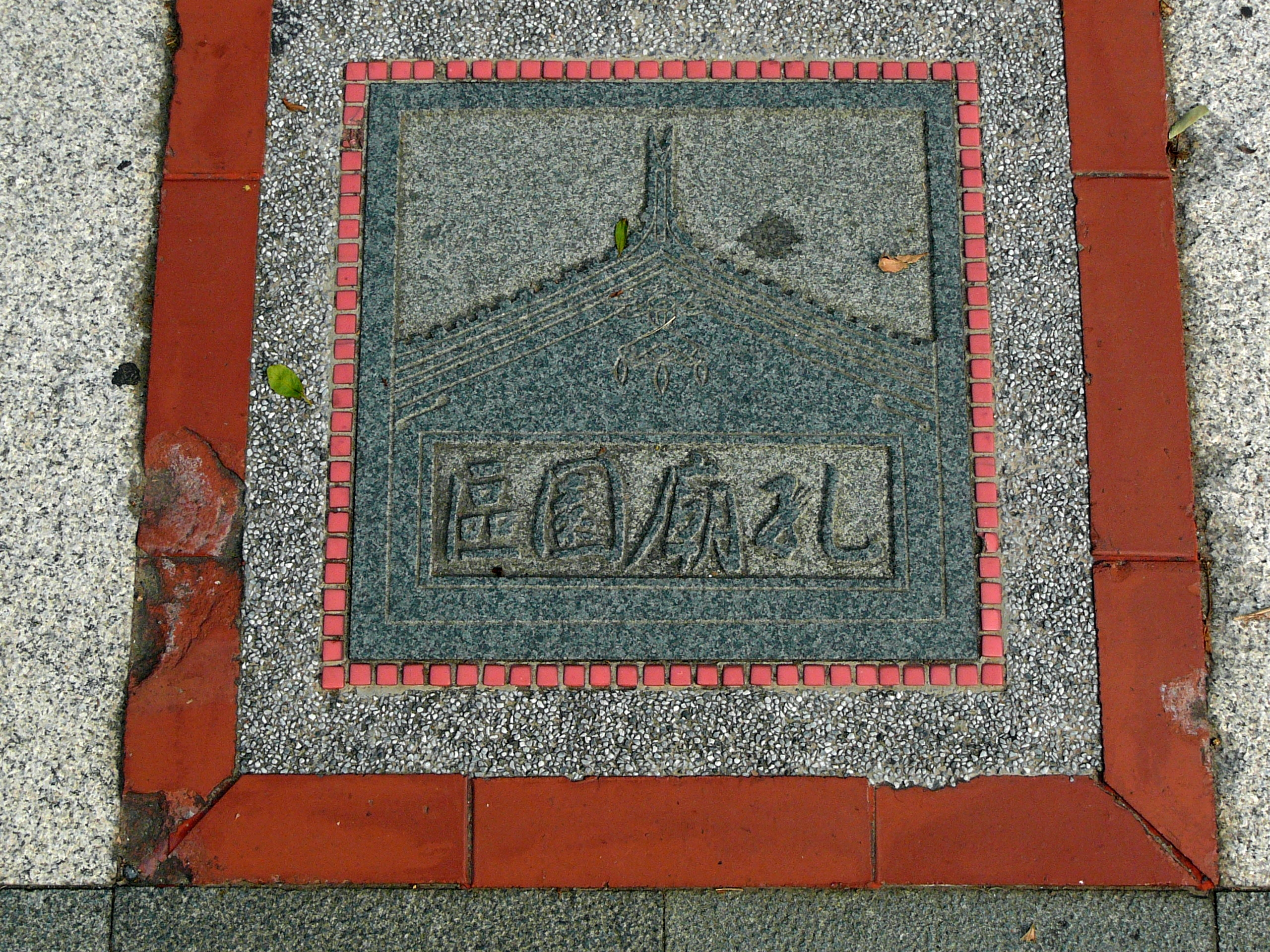
府前路一段孔子園區周邊的步道

  - 台南市公共自行車-YouBike2.0孔廟文化園區(南門路)
  - 台南市立忠義國民小學 （页面存档备份，存于）
  - 原臺南愛國婦人會館
  - 台南市立建興國民中學
  - 臺南市美術館2館
  - 台南市公共自行車-YouBike2.0臺南市美術館二館
  - 司法博物館（原臺南地方法院）
- 二段
  - 中正商圈
  - 烏橋無菸公園
  - 國立臺南生活美學館
  - 台南市公共自行車-YouBike2.0臺南生活美學館(府前路)
  - 臺南市政府永華市政中心
  - 台南市公共自行車-YouBike2.0臺南市政府(永華中心)

## 分段
府前路共分兩段：
- 一段：東於大同路口與東門路相接，西於西門路與府前路二段相接。屬市道182號。
- 二段：東於西門路相接，往西直通到沙卡里巴前的建平路相接。西門路口至中華西路口屬市道182號。

## 交通改革
2023年10月28日起，府前路全段試辦開放機車行駛內側車道及不強制兩段式左轉，但保留機車待轉區，提供機車騎士更寬廣的行車空間。

## 本路段客運
- 市區公車[4]

| 編號 | 路線                                                            | 本路段公車站                                      |
| ---- | --------------------------------------------------------------- | ------------------------------------------------- |
| 0左  | 台南車站－台南車站（逆時針循環線）                              | 南華街口－永華市政中心（府前路）                  |
| 0右  | 台南車站－台南車站（順時針循環線）                              | 永華市政中心（府前路）－南華街口                  |
| 6    | 統聯客運永康站／仁德轉運站－龍崗國小                            | 延平郡王祠（府前路）－永華市政中心（府前路）      |
| 10   | 臺南轉運站－鹿耳門天后宮                                        | 永華市政中心（府前路）－生活美學館                |
| 14   | 台南車站－慈濟高中                                              | 康樂街口（去程） 南華街口－永華市政中心（府前路） |
| 70左 | 永華市政中心（府前路）－永華市政中心（府前路） （逆時針循環線） | 永華市政中心（府前路）                            |
| 70右 | 永華市政中心（府前路）－永華市政中心（府前路） （順時針循環線） | 永華市政中心（府前路）                            |
| 77   | 原住民文化會館－仁德轉運站                                      | 康樂街口                                          |

- 觀光公車[4]

| 編號 | 路線                 | 本路段公車站                             |
| ---- | -------------------- | ---------------------------------------- |
| 98   | 臺南轉運站－七股鹽山 | 延平郡王祠（府前路）－建興國中（府前路） |

- 高鐵快捷公車[4]

| 編號 | 路線                               | 本路段公車站                              |
| ---- | ---------------------------------- | ----------------------------------------- |
| H31  | 永華市政中心（府前路）－高鐵台南站 | 永華市政中心（府前路） 建興國中（府前路） |

- 幹支線公車[4]

| 編號   | 路線                   | 本路段公車站     |
| ------ | ---------------------- | ---------------- |
| 藍幹線 | 安平工業區－西港－佳里 | 小西門（府前路） |